# Хазарт (филм)
„Хазарт“ (на английски: Two for the Money) е английски спортен филм от 2005 г., режисиран от Ди Джей Карузо. Участват актьорите Ал Пачино, Матю Макконъхи, Рене Русо, Джеръми Пивън и други.

## За филма
Добре дошли в бурния, убийствен живот на безразсъдното залагане. Късмета не се усмихва на всеки, цели състояния са спечелени в неделя и изгубени в понеделник в „Хазарт“ – една завладяваща драма, която разкрива динамичния свят на комарджии и дилъри – където всичко се разиграва с едно хвърляне на монетата.
С милиони долари в играта, всеки се стреми на преметне другия – колкото по-високи са облозите, толкова по-големи могат да бъдат загубите.

## Сюжет
Внимание:  Текстът по-долу разкрива сюжета на произведението (или части от него)!
След сериозния комерсиален успех на предишния си филм „Крадец на животи“ (2004), режисьорът Д. Дж. Карузо осезаемо е сменил жанра, в който работи в последните години. Новата му продукция се казва „Хазарт“ и както подсказва името на лентата става дума за букмейкъри и огромни залози в милиони. Основните персонажи във филма са поверени на звезди от ранга на Ал Пачино („Кръстникът“, „Адвокат на дявола“), Матю Макконъхи („Сахара“, „Царството на огъня“), Рене Русо („Откуп“, “Под прицел ”) и Арманд Асанте (“Готи ”, „Съдия Дред“), което е добра атестация за успех. Още от дете Брандън Ланг (Матю Макконъхи) мечтае да стане професионален играч по американски футбол. Когато след дълги години на тренировки той успява да докаже, че става за този спорт, му се случва най-неприятното. След поредния мач си чупи крака в коляното и бъдещето му става неясно. Влюбен в този спорт той започва да работи в малък вестник, където пише прогнози за мачове, с надеждата да се върне един ден на терена. Шест години след травмата Брандън продължава да се надява на чудо, но междувременно спортните прогнози, които пише, се оказват изумително точни.
Това не остава незабелязано от “акулите” в бранша и Брандън е поканен да работи за Уолтър Ейбрамс (Ал Пачино), където му се дава шанс да прави милиони с прогнозите си. „Подмамен“ от блясъка на парите той приема и влиза в големия бизнес със залозите на богатите. В началото всичко върви повече от добре – Уолтър го прави дясната си ръка във фирмата, купува му апартамент и кола, жените го обожават и бизнесът им процъфтява. Двамата водят рейтингово телевизионно шоу за спортни прогнози и са на гребена на успеха. И изведнъж нещата придобиват друг развой. Брандън е привлечен сексуално от съпругата на шефа си Тони (Рене Русо), а и иска все по-големи хонорари. Влиза в яростен конфликт с колегата си Джери (Джереми Пивън – „Блек Хоук“) и престава да отговаря дори и на телефонните обаждания на семейството си. На ръба на нервен срив Брандън започва да греши в спортните си прогнози и нещата загрубяват. Някои богати клиенти губят милиони от неговите прогнози, като един от тях - Новиан (Арманд Асанте) го „посещава“ лично с мутрите си. Животът на Брандън се срива все повече и той се изправя срещу благодетеля си Уолтър, който е на ръба на фалит за цялата фирма.

## Резюме
След като претърпява травма, която слага край на кариерата му, бившата футболна звезда от колежа Брендън Ланг започва да се занимава със спортен хазарт. Футболните му умения и инстинкт му помагат да прави блестящи прогнози за резултата от мачовете, на които залага. Поради нужда от пари Ланг напуска Лас Вегас и заминава за Ню Йорк, където започва да работи за Уолтър Абрамс – отявлен комарджия. Абрамс има предана съпруга, дъщеря и преуспяващ бизнес, но също така и проблеми: сърце на бродяга, пристъпи на алчност, самочувствие, че майстор на манипулациите, както и слабости, които често излизат извън контрол. Той „преправя“ Брандън и между тях възниква връзка като между баща и син. Но ще останат ли такива нещата?

## Актьорски състав
| Изпълнител     | Роля           |
| -------------- | -------------- |
| Ал Пачино      | Уолтър Ейбръмс |
| Матю Макконъхи | Брандън Ланг   |
| Рене Русо      | Тони Ейбръмс   |
| Джеръми Пивън  | Джери Сайкс    |
| Арманд Асанте  | С.М. Новиън    |
| Джейми Кинг    | Александрия    |

## „Хазарт“ в България

### Издание в България
През 2006 г. се издава на DVD от Тандем Видео с български субтитри.

### Български дублаж
На 21 октомври 2012 г. Нова телевизия излъчи филма с български дублаж за телевизията. Екипът се състои от:
| Преводач            | Ирина Ценкова                                                                                         |
| Режисьор на дублажа | Димитър Кръстев                                                                                       |
| Тонрежисьор         | Цветомир Цветков                                                                                      |
| Озвучаващи артисти  | Даниела Сладунова Яница Митева Георги Георгиев-Гого Силви Стоицов Здравко Методиев Светозар Кокаланов |